# Сара (селище, Кувандицький міський округ)
Са́ра (рос. Сара) — селище у складі Кувандицького міського округу Оренбурзької області, Росія.

## Населення
Населення — 944 особи (2010; 942 у 2002).
Національний склад (станом на 2002 рік):
- росіяни — 76 %